# پل روی آب‌های خروشان
پل روی آب‌های خروشان (انگلیسی: Bridge Over Troubled Water) پنجمین و آخرین آلبوم استودیویی گروه دونفرهٔ فولک راک آمریکایی سایمون و گارفانکل است. این آلبوم در تاریخ ۲۶ ژانویهٔ ۱۹۷۰ از سوی کلمبیا رکوردز منتشر شد. پس از ساخت موسیقی متن فیلم فارغ‌التحصیل، آرت گارفانکل نقش بازیگری در فیلم تبصره ۲۲ را پذیرفت و در همین زمان، پل سایمون بر روی ساخت ترانه‌های این آلبوم کار کرد. تمامی قطعات آلبوم به جز ترانهٔ «Bye Bye Love» — اثر فلیس و بودلو برایانت که پیش‌تر با اجرای گروه اورلی برادرز به موفقیت رسیده بود — توسط سایمون نوشته شده‌اند.